# Vanessa Ponce
Pour les articles homonymes, voir Ponce (homonymie).
Silvia Vanessa Ponce de León Sánchez, née le 7 mars 1992 à Mexico,, est une mannequin et reine de beauté mexicaine qui a remporté le concours de beauté international Miss Monde 2018. Elle devient ainsi la première Mexicaine à remporter la couronne, mais aussi la plus âgée.

## Biographie
Née à Mexico, elle étudie le commerce international à l'université de Guanajuato. Elle parle couramment anglais et espagnol, sa langue maternelle. 
Pendant Miss Monde, elle fait la promotion de son association "Na Vili" qui vient en aide aux enfants des travailleurs journaliers émigrant de l'État de Guerrero vers celui de Guanajuato au Mexique. Vanessa Ponce travaille également dans une école appelée Nemeni qui donne une éducation interculturelle aux enfants des peuples indigènes du Mexique.
En 2014, elle participe à la cinquième saison de la téléréalité Mexico's Next Top Model (en) en tant que représentante de l'État du Guanajuato qu'elle remporte.
Le 5 mai 2018, elle est élue Miss Mexique 2018, ce qui lui permet de se présenter à Miss Monde 2018, concours qu'elle remporte le 8 décembre de la même année. Elle est la première mexicaine à remporter ce titre mais aussi la concurrente la plus âgée à être couronnée à l'âge de 26 ans et 276 jours. L'ancienne Miss Monde la plus âgée était Aneta Kręglicka, Miss Monde 1989, couronnée à l'âge de 24 ans et 244 jours.
Le 14 décembre 2019, elle couronne Miss Monde 2019, la jamaïcaine Toni-Ann Singh.